# Parrott (Geórgia)
Parrott é uma cidade  localizada no estado americano de Geórgia, no Condado de Terrell.

## Demografia
Segundo o censo americano de 2000, a sua população era de 156 habitantes.
Em 2006, foi estimada uma população de 140, um decréscimo de 16 (-10.3%).

## Geografia
De acordo com o United States Census Bureau tem uma área de 2,0 km², dos quais 2,0 km² cobertos por terra e 0,0 km² cobertos por água. Parrott localiza-se a aproximadamente 140 m acima do nível do mar.

## Localidades na vizinhança
O diagrama seguinte representa as localidades num raio de 20 km ao redor de Parrott.

## Pessoas notáveis
- Joanna Moore